# Mireille Touzery
Mireille Touzery est une historienne moderniste française, spécialiste de géographie historique et de la fiscalité d'Ancien Régime.

## Biographie

### Carrière
Mireille Touzery obtient l'agrégation d'histoire en 1981. Elle est ensuite professeure dans l'enseignement secondaire avant d'être pensionnaire de la fondation Thiers de 1989 à 1991. Elle soutient en 1991 sa thèse, préparée à l'École des hautes études en sciences sociales sous la direction de Louis Bergeron, sur la réforme de la taille tarifée au XVIIIe siècle.
Mireille Touzery est maîtresse de conférences à l'université Paris XII de 1992 à 1997, puis professeure des universités dans cette même université à partir de 1998.

### Spécialiste d'histoire fiscale
Dans son ouvrage tiré de sa thèse et publié en 1994 sous le titre L'invention de l'impôt sur le revenu. La taille tarifée 1715-1789, Mireille Touzery étudie les efforts, échecs et succès, de la monarchie française au XVIIIe siècle pour établir une taille tarifée, c'est-à-dire conforme à des règles utilisées partout pour déterminer la valeur des biens et leur taux d'imposition. Elle insiste notamment sur l'œuvre des intendants Bertier de Sauvigny dans la généralité de Paris,,,,,,,.
L'année suivante, Mireille Touzery publie un Atlas de la généralité de Paris au XVIIIe siècle, qui expose comment l'intendant de la généralité de Paris Louis Bénigne François Bertier de Sauvigny fait dresser un cadastre, établi de 1776 à 1791, que Mireille Touzery appelle le cadastre de Bertier de Sauvigny. Ensuite, elle décrit le paysage selon le tableau qu'on peut brosser à partir de ce cadastre,,,. Cet atlas est complété par un Dictionnaire des paroisses fiscales de la généralité de Paris publié la même année,.
En 2006, Mireille Touzery présente et organise à l'université Paris-Est-Créteil une exposition consacrée à Émilie du Châtelet, intitulée Émilie Du Châtelet (1706-1749) une femme de sciences et de lettres à Créteil.
En 2007 paraissent les actes d'un colloque qu'elle dirige, qui fait le point sur l'avancée de l'usage du cadastre dans l'Europe moderne, en particulier au XVIIIe siècle,.
En 2024, Mireille Touzery publie un ouvrage de plus de 1300 pages consacré à l'impôt royal en France du début du XIVe siècle à la Révolution française, intitulé Payer pour le roi. Elle y décrit d'abord la naissance et le développement de la fiscalité royale, du XIVe siècle au milieu du XVIIIe siècle, avant de tenter de mesurer le poids de ces impôts à la fin du XVIIIe siècle, d'étudier les résistances à l'impôt puis les transformations du début de la Révolution française, de 1789 à 1792.

## Principales publications

### Ouvrages personnels
- L'invention de l'impôt sur le revenu : La taille tarifée 1715-1789, Paris, Comité pour l'histoire économique et financière de la France, coll. « Histoire économique et financière de la France : Études générales », 1994 (ISBN 978-2-11-087168-8 et 978-2-11-087163-3, lire en ligne)[3],[4],[5],[6],[7],[8],[9],[10].
- Atlas de la généralité de Paris au XVIIIe siècle : Un paysage retrouvé, Paris, Comité pour l'histoire économique et financière de la France, 1995, 175 p. (ISBN 2-11-087169-5)[5],[7],[11],[12].
- Dictionnaire des paroisses fiscales de la généralité de Paris d'après le cadastre de Bertier de Sauvigny, 1776-1791, Caen, éditions  du  Lys, 1995, 627 p. (ISBN 9782908561135)[5],[11].
- Atlas  statistique  des  mesures  agraires fin XVIIIe - début XIXe siècles, vol. 3 : Ile-de-France, Montrollet, La Mandragore, 1997, 95 p. (ISBN 9782912468031).
- Billières  en  Gévaudan : Une  histoire  barrabande, XIVe – XXe siècle, Mende, Société  des  lettres, sciences et arts de la Lozère, 2014, 487 p. (ISBN 9791090592001, présentation en ligne).
- Payer pour le roi : La fiscalité monarchique 1302-1792, Ceyzérieu, Champ Vallon, coll. « Époques », 2024, 1350 p. (ISBN 979-10-267-1178-0, présentation en ligne)[16].

### Ouvrage sous sa direction
- De l'estime au cadastre en Europe. L'époque moderne : Colloque des 4 et 5 décembre 2003, Paris, Comité pour l'histoire économique et financière de la France, coll. « Histoire économique et financière de la France », 2007 (ISBN 978-2-11-094791-8, lire en ligne)[14],[15].

## Distinction
- Prix Eugène-Colas 1995 décerné par l'Académie française pour le livre L'invention de l'impôt sur le revenu. La taille tarifée 1715-1789[17].